# Diocese de Paracatu

Regional CNBB Leste 2.

A Diocese de Paracatu (Dioecesis Paracatuensis), é uma diocese localizada na cidade de Paracatu, na província eclesiástica de Montes Claros, no estado de Minas Gerais, no Brasil.

## História
Em 1º de março de 1929 foi erigida a prelazia de Paracatu, desmembrada das dioceses de Montes Claros e Uberaba. Em junho de 1957 cedeu parte de seu território para que fosse criada a diocese de Januária e em 14 de abril de 1962, a prelazia foi elevada à categoria de diocese.

## Organização

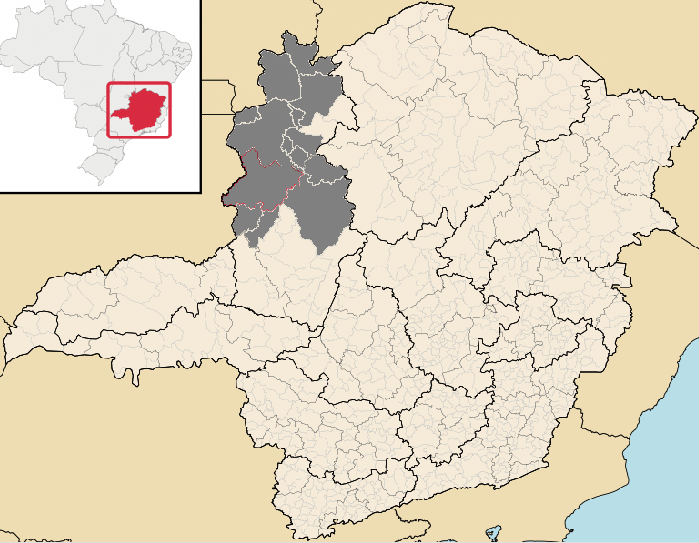
Mapa da diocese.

Seu território abrange 14 municípios do estado de Minas Gerais, agrupados em seis foranias:
- São Paulo Apóstolo: Arinos, Buritis, Formoso, e Uruana de Minas
- São Marcos Evangelista: Cabeceira Grande e Unaí
- São Pedro Apóstolo: Paracatu
- São João Evangelista: Guarda-Mor e Vazante
- São Lucas Evangelista: João Pinheiro

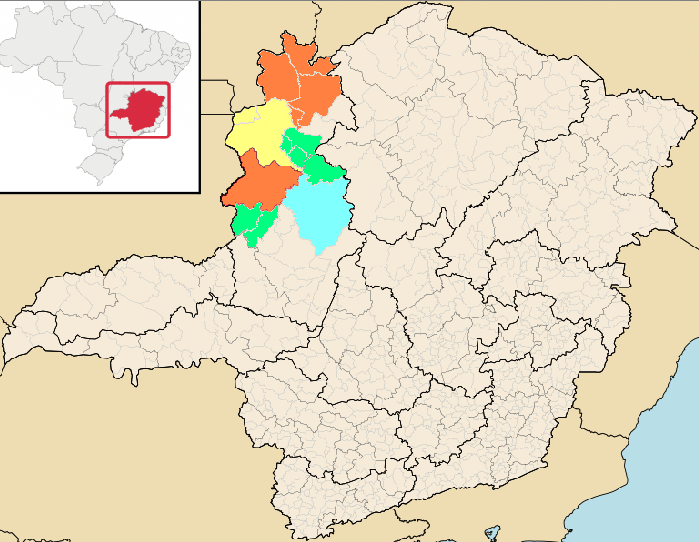
Foranias da diocese.

- Foranias da diocese.São Mateus Evangelista: Bonfinópolis de Minas, Brasilândia de Minas, Dom Bosco e Natalândia

## Bispos
|        | Nome                           | Período    | Notas                                |
| Bispos | Bispos                         | Bispos     | Bispos                               |
| ------ | ------------------------------ | ---------- | ------------------------------------ |
| 5º     | Jorge Alves Bezerra, S.S.S.    | 2012-atual |                                      |
| 4º     | Leonardo de Miranda Pereira    | 1986-2012  |                                      |
| 3º     | José Cardoso Sobrinho, O.Carm. | 1979-1985  | Nomeado Arcebispo de Olinda e Recife |
| 2º     | Raimundo Luí, O.Carm.          | 1962-1977  |                                      |
| 1º     | Eliseu van de Weijer, O.Carm.  | 1940-1962  |                                      |